# 垂花蓬萊葛
垂花蓬萊葛（学名：Gardneria nutans）为馬錢科蓬萊葛屬下的一个种。

## 扩展阅读
- 維基物種上的相關：垂花蓬萊葛